# Onthophagus traginus
Onthophagus traginus är en skalbaggsart som beskrevs av Frey 1972. Onthophagus traginus ingår i släktet Onthophagus och familjen bladhorningar. Inga underarter finns listade i Catalogue of Life.